# Ван ден Берг, Дейв
Дейв ван ден Берг (нидерл. Dave van den Bergh; род. 7 мая 1976, Амстердам) — нидерландский футболист.

## Биография

### Клубная карьера
Дейв ван ден Берг — воспитанник футбольной школы амстердамского «Аякса», в которой провёл девять лет, с 1986 по 1995 год. Дебют Дейва в основном команде «Аякса» состоялся 25 февраля 1996 года в матче против «Херенвена», который завершился победой «Аякса» со счётом 6:2. Всего за два года ван ден Берг провёл 12 матчей и забил один мяч, а также стал чемпионом Нидерландов сезона 1995/1996. В 1997 году Дейв перешёл в испанский «Райо Вальекано», в котором в течение трёх лет сыграл 47 матчей и забил пять мячей.
В 2000 году Дейв вернулся в Нидерланды и стал игроком «Утрехта». В составе «Утрехта» Дейв дважды становился обладателем Кубка Нидерландов, в 2003 году, обыграв «Фейеноорд» со счётом 4:1, и в 2004 году, обыграв в финальном матче «Твенте» со счётом 1:0, единственный мяч в финале забил именно ван ден Берг. В 2004 году, обыграв «Аякс» со счётом 4:2, ван ден Берг стал обладателем Суперкубка Нидерландов. Всего в составе «Утрехта» Дейв провёл 184 матча и забил 29 мячей.
2 июня 2006 года ван ден Берг (состоящий в браке с американкой) подписал контракт с клубом MLS «Канзас-Сити Уизардс». Провёл в клубе 13 матчей и забил три мяча.
11 января 2007 года ван ден Берг был обменян в клуб «Нью-Йорк Ред Буллз» на пик третьего раунда дополнительного драфта MLS 2007. Он быстро закрепился в основном составе, первоначально выступал на позиции полузащитника, но вскоре был переведён на левый фланг защиты. В своём первом сезоне провёл 29 матчей (из них в 26 матчах появлялся в основном составе) и забил два мяча. В 2007 году ван ден Берг получил грин-карту и в MLS перестал считаться иностранным игроком. Всего в составе «Ред Буллз» за два года провёл 55 матчей и забил девять мячей.
12 января 2009 года ван ден Берг был обменян клуб «Даллас» на Доминика Одуро и пик второго раунда драфта. Проведя один сезон в этом клубе, завершил игровую карьеру.

### Карьера в сборной
В национальной сборной Нидерландов ван ден Берг дебютировал в возрасте 28 лет 18 августа 2004 года в матче против сборной Швеции, который завершился со счётом 2:2. Свой второй и последний матч Дейв провёл 3 сентября 2004 года против сборной Лихтенштейна, завершившийся победой нидерландцев со счётом 3:0, ван ден Берг провёл на поле 46 минут, после которых был заменён.

### Тренерская карьера
Ван ден Берг дважды работал ассистентом главного тренера в сборной США до 20 лет. Тренировал сборные США до 15 и до 19 лет.
1 июля 2019 года ван ден Берг вошёл в тренерский штаб клуба MLS «Нью-Инглэнд Революшн» в качестве ассистента Брюса Арены. 12 сентября 2023 года, через несколько дней после отставки Арены, ван ден Берг был уволен из «Нью-Инглэнд Революшн».

## Статистика

### Матчи ван ден Берга за сборную Нидерландов
| Матчи ван ден Берга за сборную Нидерландов | Матчи ван ден Берга за сборную Нидерландов | Матчи ван ден Берга за сборную Нидерландов | Матчи ван ден Берга за сборную Нидерландов | Матчи ван ден Берга за сборную Нидерландов | Матчи ван ден Берга за сборную Нидерландов |
| ------------------------------------------ | ------------------------------------------ | ------------------------------------------ | ------------------------------------------ | ------------------------------------------ | ------------------------------------------ |
| №                                          | Дата                                       | Соперник                                   | Счёт                                       | Голы ван ден Берга                         | Соревнование                               |
| 1                                          | 18 августа 2004                            | Швеция                                     | 2:2                                        | —                                          | Товарищеский матч                          |
| 2                                          | 3 сентября 2004                            | Лихтенштейн                                | 3:0                                        | —                                          | Товарищеский матч                          |

Итого: 2 матча / 0 голов; 1 победа, 1 ничья, 0 поражений.

## Достижения
- Чемпион Нидерландов: 1995/96
- Обладатель Кубка Нидерландов: 2002/03, 2003/04
- Обладатель Суперкубка Нидерландов: 2004
- Обладатель Суперкубка УЕФА: 1995